# Baby Don't Cry
Baby Don't Cry是安室奈美惠以个人单独名义发行的第32张单曲，於2007年1月24日由愛貝克思娛樂旗下的avex trax發行，並提早在1月10日開放標題曲的鈴聲下載。歌曲由Nao'ymt作曲、填詞、編曲兼製作，是一首帶有節奏藍調風格的中板流行歌曲，描述著人與人之間相互扶持的力量。
歌曲在發行前後獲得樂評家正面的評價，包括獲讚賞製作的完成度，以及結合了黑人音樂的本質與J-Pop風格的明晰。歌曲發行後獲得商業成功，包括使安室連續13年獲得週榜前10位的單曲，並突破14萬張實體銷量。歌曲亦獲得日本唱片協會的鈴聲下載百萬唱片認證，以及單曲下載的三白金唱片認證。
Baby Don't Cry的音樂錄影帶由武藤真志負責執導，展現出安室在略帶涼意的街頭輕鬆散步的模樣，成為安室錄影帶作品中的新鮮挑戰。安室在多場現場表演上演唱歌曲，包括的《音樂戰士 MUSIC FIGHTER》與《HEY!HEY!HEY!MUSIC CHAMP》等電視節目，以及「namie amuro PLAY tour 2007」、「namie amuro 5 Major Domes Tour 2012 ~20th Anniversary Best~」與「namie amuro Final Tour 2018 ～Finally～」等個人演唱會。

## 背景與發行
Baby Don't Cry由Nao'ymt作曲、填詞、編曲兼製作。當安室奈美惠收到富士電視台週二晚間九點連續劇《她的秘密花園》的主題曲委託後，便以「適合作為劇集片頭曲而陽光積極的作品」為選曲方向，於是便想起Nao'ymt的作品，認為他的歌曲與連續劇相當契合。歌曲於2006年在東京都港區的廣播麻布錄音室由和光敏弘錄製，並加入日本歌手Hiromi的背景和聲。
2006年12月28日，日本雜誌《CD Journal》公開安室將於2007年1月24日發行新單曲Baby Don't Cry的消息。單曲亦同時收錄B面歌曲Nobody，歌曲改編自2005年的單曲White Light，原訂一併收錄在該單曲中，但其後改為推遲收錄在Baby Don't Cry發行。Baby Don't Cry一曲於2007年1月10日在日本先行開放鈴聲下載，而全曲下載則在1月24日與實體單曲同時發行。台灣及香港其後亦發行了實體單曲，而完整的數位版本則在2月21日於全球多國數位發行。

## 詞曲
Baby Don't Cry全長5分19秒，以降A大調創作，每分鐘達125拍。這是一首帶有節奏藍調風格的中板流行歌曲。歌曲包含帶有春意的溫暖合成器聲音，以及給予以勇往直前的堅強形象的柔美節奏。安室在歌曲的聲樂較少進行電子處理，並配合著能夠充分反映自然聲音長處的旋律。
歌曲以「雖然人生不時會遇到悲傷與辛苦的事，但肯定人人都有站起來的力量，所以請努力走下去」作為歌詞主題，描述著人與人之間相互扶持的力量。安室亦在歌曲唱出「是的所以Baby請不悲傷／有些時候你就是這麼想也無法明白／就算在慘前方綿延的道路某處／總是會有希望的存在」的歌詞。

## 專業評價
Baby Don't Cry在發行前後獲得樂評家正面的評價。《CD Journal》的編輯讚賞歌曲旋律結合了黑人音樂的本質與J-Pop風格的明晰，成為傳達出2007年節奏藍調最前線的歌曲，更是代表著21世紀安室奈美惠的名曲。Excite的小野田雄讚賞無論從不同的角度鑑賞歌曲，製作的完成度都非常出色，並在聽完歌曲後從心內洋溢出一陣溫暖。
JBSGROOVE的編輯讚賞Baby Don't Cry是一首當事情不順心而想放棄時，不露聲色地在背後鼓勵著你的溫暖流行曲。《Oricon》的編輯讚賞這是一首讓人得到幸福感覺的感動歌曲，而且不會讓人感到厭膩。《聆聽日本》的小池清彦讚賞這是一首絕佳的歌曲，並象徵著現在正邁向新康莊大道的她，更可能是最適合作為新年1月的問候卡歌曲之一。

## 商業成績
在實體單曲成績方面，Baby Don't Cry發行首週以52,168張銷量登上Oricon公信榜的單曲週榜第3位。這成為安室第32張打進週榜前10位的單曲，也讓她從1995年的太陽的SEASON起連續13年獲得週榜前10位的單曲，超越小泉今日子與工藤靜香連續12年的紀錄，獨佔女歌手的最高紀錄。Baby Don't Cry亦成為安室自2001年的Say the word後，相隔約五年半以來首週銷量再次突破5萬張的單曲。單曲在發行第四週售出約1.8萬張，四週累積銷量達到10.8萬張，成為安室自2005年的WANT ME, WANT ME後再次突破10萬張銷量的單曲，並同時登上2007年2月份的單曲月榜單第5位。單曲在榜單總共逗留了15週，其後登上2007年的單曲年榜單第48位。Baby Don't Cry的累積銷量達到144,081張，成為安室自2001年Say the word的183,840張後最暢銷的單曲，直至翌年被60s 70s 80s的293,097張取代。
在數位成績方面，Baby Don't Cry發行後連續兩個月登上日本唱片協會付費音樂下載月榜的第3位，其後在2007年5月獲認證鈴聲下載為百萬唱片，成為安室第一首獲得此成績的歌曲。歌曲其後在2017年3月獲認證單曲下載為三白金唱片，代表全曲下載量已經達到75萬次。在安室於2017年9月公布退出樂壇的消息後，歌曲的數位成績排名重新上漲，包括登上日本《告示牌》歌曲串流排行榜的第36位。在2018年正式退出樂壇後，歌曲分別在日本《告示牌》的熱門百大單曲榜及歌曲下載排行榜升至第24位與第12位的新高。歌曲亦同時登上了Oricon單曲下載週榜的第11位。

## 現場表演
安室在Baby Don't Cry發行後登上多個電視台的音樂節目演唱以宣傳歌曲。2007年1月26日，她登上了日本電視台的《音樂戰士 MUSIC FIGHTER》演唱Baby Don't Cry。2月4日，安室登上TBS電視台的《COUNT DOWN TV》演唱歌曲。她在翌日登上富士電視台的《HEY!HEY!HEY!MUSIC CHAMP》演唱歌曲。3月16日，她登上《POP JAM》的最終集演唱FUNKY TOWN與Baby Don't Cry。
安室也在Baby Don't Cry發行後的多場演唱會上表演歌曲。她在2007年至2008年舉行的「namie amuro PLAY tour 2007」上演唱Baby Don't Cry，其後亦在2008年8月17日舉行的「愛貝克思夏日聯合國」上演唱WHAT A FEELING、WANT ME, WANT ME、Sexy Girl、Chase the Chance與Baby Don't Cry五首歌曲。她其後亦在2008年至2009年舉行的「namie amuro BEST FICTION TOUR 2008-2009」、2010年舉行的「namie amuro PAST＜FUTURE tour 2010」、2012年舉行的「namie amuro 5 Major Domes Tour 2012 ~20th Anniversary Best~」、2014年舉行的「namie amuro LIVE STYLE 2014」、2016年至2017年舉行的「namie amuro LIVE STYLE 2016-2017」，以及2018年舉行的最終演唱會「namie amuro Final Tour 2018 ～Finally～」演唱過歌曲。

## 音樂錄影帶
Baby Don't Cry的音樂錄影帶由武藤真志負責執導，此前武藤曾為TRF、華原朋美、濱崎步，以及安室本身等多位歌手拍攝音樂錄影帶。錄影帶在2006年的聖誕節當天拍攝，並早在清晨四時便已經集合製作人員進行拍攝。錄影帶於東京都的台場、原宿與代代木公園等地方拍攝，展現出安室在略帶涼意的街頭輕鬆散步的模樣。由於Baby Don't Cry本身是一首純粹的歌曲，因此團隊認為未能套用安室一貫的世界觀拍攝，並為錄影帶的主題、背景與色調等方向討論，最終導演提議以安室街頭散步的簡單鏡頭組成，成為安室錄影帶作品中的新鮮挑戰。錄影帶使用的服裝亦跟從簡單的概念，並主要為安室的私人物品，當中包括SLY品牌的黑色大衣。
音樂錄影帶收錄在單曲CD+DVD版附贈的DVD，其後也收錄在同年發行的錄音室專輯《PLAY》與翌年發行的精選輯《BEST FICTION》CD+DVD版附贈的DVD。安室的官方YouTube頻道亦在2011年11月上傳了歌曲的短版錄影帶 ，並在一個月後上傳了完整版本。歌曲的音樂錄影帶在安室退出樂壇後從官方YouTube下架，其後改為重新上傳1分鐘短版。

## 改編版本
2019年，日本歌手AI的歌曲Baby You Can Cry取樣了Baby Don't Cry，並收錄在她的出道20週年紀念精選輯《感謝!!!!!-Thank you for 20years NEW ＆ BEST-》。

## 歌曲列表
| CD 線上下載 | CD 線上下載              | CD 線上下載 |
| 曲序        | 曲目                     | 时长        |
| ----------- | ------------------------ | ----------- |
| 1.          | Baby Don't Cry           | 5:19        |
| 2.          | Nobody                   | 4:44        |
| 3.          | Baby Don't Cry（TV MIX） | 5:20        |
| 4.          | Nobody（TV MIX）         | 4:43        |
| 总时长：    | 总时长：                 | 20:06       |

| DVD（CD+DVD盤限定） | DVD（CD+DVD盤限定）          | DVD（CD+DVD盤限定） |
| 曲序                | 曲目                         | 时长                |
| ------------------- | ---------------------------- | ------------------- |
| 1.                  | Baby Don't Cry（音樂錄影帶） | 5:21                |

## 商業搭配
| 曲序 | 歌曲名稱       | 搭配項目                                           | 來源   |
| ---- | -------------- | -------------------------------------------------- | ------ |
| M-1  | Baby Don't Cry | 富士電視台週二晚間九點連續劇《她的秘密花園》主題曲 | [ 61 ] |
| M-1  | Baby Don't Cry | JOYSOUND「Pokemero」廣告歌                         | [ 61 ] |
| M-1  | Baby Don't Cry | avex trax「mu-mo」廣告歌                           | [ 61 ] |
| M-1  | Baby Don't Cry | UULA戀愛體感網絡劇《First Class》主題曲            | [ 62 ] |
| M-1  | Baby Don't Cry | Lcode「ReVIA」廣告歌                               | [ 63 ] |

## 製作名單
資料來自專輯《PLAY》的內頁。
錄音室
- 錄製於東京都港區的廣播麻布錄音室

| 人員名單 - 安室奈美惠 – 聲樂、和聲 - Nao'ymt – 作曲、填詞、編曲、製作 - 若公俊廣 – 錄製 - 大西義明 – 混音 | - Hiromi – 和聲 - Vision Factory – 管理 - 武藤真志 – 音樂錄影帶導演 |

## 銷售榜單
| 週榜單（2007年－2018年）         | 最高 位置 |
| -------------------------------- | --------- |
| 日本（Oricon單曲排行榜）         | 3         |
| 日本（Oricon單曲下載排行榜）     | 11        |
| 日本（《告示牌》熱門百大單曲榜） | 24        |
| 日本（《告示牌》歌曲下載排行榜） | 12        |
| 日本（《告示牌》歌曲串流排行榜） | 36        |

| 月榜單（2007年）                   | 最高 位置 |
| ---------------------------------- | --------- |
| 日本（Oricon單曲排行榜）           | 5         |
| 日本（日本唱片協會付費音樂下載榜） | 3         |

| 年榜單（2007年）         | 位置 |
| ------------------------ | ---- |
| 日本（Oricon單曲排行榜） | 48   |

## 銷售認證
| 地區                          | 认证    | 认证单位/销量 |
| ----------------------------- | ------- | ------------- |
| 日本（日本唱片協會） 實體單曲 | 金      | 144,081       |
| 日本（日本唱片協會） 單曲下載 | 3× 白金 | 750,000*      |
| 日本（日本唱片協會） 鈴聲下載 | 百萬    | 1,000,000*    |
| *僅含認證的實際銷量           |         |               |

## 發行歷史
| 地區 | 日期          | 形式                | 廠牌                   | 來源         |
| ---- | ------------- | ------------------- | ---------------------- | ------------ |
| 日本 | 2007年1月10日 | 鈴聲下載            | avex trax 愛貝克思娛樂 | [ 6 ]        |
| 日本 | 2007年1月24日 | CD CD+ DVD 全曲下載 | avex trax 愛貝克思娛樂 | [ 4 ] [ 6 ]  |
| 台灣 | 2007年1月25日 | CD CD+DVD           | 台灣愛貝克思           | [ 7 ] [ 65 ] |
| 香港 | 2007年1月31日 | CD CD+DVD           | 香港愛貝克思           | [ 8 ] [ 66 ] |
| 多國 | 2007年2月21日 | 完整單曲下載        | 愛貝克思娛樂           | [ 9 ]        |

## 資料來源
1. 1 2  Dai@Nite-W. . Woofin'. 2007-02-06, 3: 17 （日语）.
2. 1 2 3  , .  . Sweet. 2007-02-10, 3: 22 （日语）.
3. 1 2   (專輯). . Ja: Avex Trax, Avex Entertainment Inc. 2007. AVCD-23343.
4. 1 2 3 4  . CD Journal. 2006-12-28  [2016-04-03]. （原始内容存档于2022-10-20） （日语）.
5. ↑  , .  . . 2007-01-24, 3: 161 （日语）.
6. 1 2 3 4  . .   [2017-06-19]. （原始内容存档于2019-05-02） （日语）.於歌手欄輸入搜尋
7. 1 2  . 台灣愛貝克思.   [2021-05-11]. （原始内容存档于2022-10-16）.
8. 1 2  . Yesasia.   [2021-05-11]. （原始内容存档于2022-10-20）.
9. 1 2  Baby Don't Cry的多國發行日期:
  - . mora. 日本. 2007-02-21  [2022-02-28]. （原始内容存档于2022-10-16）.
  - . iTunes Store (Australia). 澳洲. 2007-02-21  [2022-02-28]. （原始内容存档于2016-06-01）.
  - . iTunes Store (New Zeland). 紐西蘭. 2007-02-21  [2022-02-28]. （原始内容存档于2016-06-01）.
  - . iTunes Store (Canada). 加拿大. 2007-02-21  [2022-02-28]. （原始内容存档于2016-06-01）.
  - . iTunes Store (Germany). 德國. 2007-02-21  [2022-02-28]. （原始内容存档于2016-04-30）.
  - . iTunes Store (Taiwan). 台灣. 2007-02-21  [2022-02-28]. （原始内容存档于2016-06-01）.
10. ↑  . ヨドバシ.   [2022-03-23]. （原始内容存档于2022-10-16） （日语）.
11. ↑  . Tunebat.   [2022-05-27] （英语）.
12. 1 2  . CD Journal.   [2018-05-11]. （原始内容存档于2022-10-20） （日语）.
13. 1 2  , . . Excite. 2007-01-26  [2022-03-23]. （原始内容存档于2007-02-03） （日语）.
14. 1 2 3  , . . Listen Japan.   [2022-03-23]. （原始内容存档于2007-02-13） （日语）.
15. ↑  Greenberg, Adam. . AllMusic.   [2022-03-23]. （原始内容存档于2022-10-16） （英语）.
16. ↑  , .  . Steady. 2007-02-07, 3: 173 （日语）.
17. ↑  . 華人音樂入口指標.   [2022-03-23]. （原始内容存档于2022-10-18）.
18. ↑  . 歌ネット.   [2021-12-19]. （原始内容存档于2022-10-18） （日语）.
19. ↑  . JBSGROOVE. 2009-01-03  [2022-03-23]. （原始内容存档于2022-10-16） （日语）.
20. ↑  . Oricon. 2007-01-23  [2022-03-23]. （原始内容存档于2007-03-22） （日语）.
21. ↑  . Oricon.   [2022-03-23]. （原始内容存档于2007-02-02） （日语）.
22. 1 2  . Oricon.   [2022-03-23]. （原始内容存档于2012-10-08） （日语）.
23. ↑  . Music TV Program.   [2022-04-23]. （原始内容存档于2011-05-20） （日语）.
24. 1 2 3  . .   [2018-05-11]. （原始内容存档于2022-05-05） （日语）.
25. 1 2  . Oricon.   [2022-03-23]. （原始内容存档于2007-03-05） （日语）.
26. 1 2  . Oricon.   [2022-02-18]. （原始内容存档于2022-10-20） （日语）.
27. 1 2  . Oricon.   [2022-03-23]. （原始内容存档于2008-03-07） （日语）.
28. 1 2  . 2007-02-20  [2010-08-17]. （原始内容存档于2010-11-29）.
29. ↑  . 2007-03-20  [2010-08-17]. （原始内容存档于2014-08-21）.
30. 1 2  . Recording Industry Association of Japan （日语）. 在下拉菜单选择“2007年5月”
31. 1 2  . Recording Industry Association of Japan （日语）. 在下拉菜单选择“2017年3月”
32. ↑  . . 2017-09-26  [2018-05-11]. （原始内容存档于2022-10-16） （日语）.
33. 1 2  . Oricon. 2022-03-01  [2022-10-16]. （原始内容存档于2022-10-20） （日语）.
34. 1 2  . Billboard JAPAN. 2018-09-19  [2022-03-11]. （原始内容存档于2022-10-16） （日语）.
35. 1 2  . Billboard JAPAN. 2018-09-26  [2022-01-30]. （原始内容存档于2022-10-17） （日语）.
36. 1 2  . Oricon.   [2018-10-21]. （原始内容存档于2018-10-04）.
37. ↑  . Music TV Program.   [2022-04-23]. （原始内容存档于2010-01-04） （日语）.
38. ↑  . Music TV Program.   [2022-04-23]. （原始内容存档于2010-01-04） （日语）.
39. ↑  . フジテレビ.   [2022-04-23]. （原始内容存档于2008-11-02） （日语）.
40. ↑  . Music TV Program.   [2022-04-23]. （原始内容存档于2009-12-08） （日语）.
41. ↑  . Yesasia.   [2018-05-11]. （原始内容存档于2022-10-16）.
42. ↑  , . . Billboard JAPAN. 2008-02-01  [2018-05-11]. （原始内容存档于2022-10-16） （日语）.
43. ↑  . LiveFans. 2008-08-17  [2020-05-11]. （原始内容存档于2022-10-20） （日语）.
44. ↑  , . . Billboard JAPAN. 2008-07-22  [2019-05-11]. （原始内容存档于2022-10-20） （日语）.
45. ↑  , . . Billboard JAPAN. 2010-12-16  [2019-05-11]. （原始内容存档于2022-10-16） （日语）.
46. ↑  . . 2012-12-22  [2019-06-11]. （原始内容存档于2022-10-20） （日语）.
47. ↑  . . 2014-12-25  [2020-01-11]. （原始内容存档于2022-10-16） （日语）.
48. ↑  . Spice. 2017-05-04  [2020-01-11]. （原始内容存档于2022-10-17） （日语）.
49. ↑  . . 2018-06-04  [2020-01-11]. （原始内容存档于2022-10-16） （日语）.
50. ↑  . SPACE SHOWER TV.   [2021-05-11]. （原始内容存档于2022-10-18） （日语）.
51. ↑  . Excite. 2019-08-30  [2021-05-11]. （原始内容存档于2022-10-20） （日语）.
52. ↑  , .  . S Cawaii!. 2007-02-07, 3: 170 （日语）.
53. ↑  . 台灣愛貝克思.   [2021-05-11]. （原始内容存档于2022-10-20）.
54. ↑  . 東方日報. 2018-02-11  [2021-05-11]. （原始内容存档于2022-10-20）.
55. ↑  . CD Journal.   [2016-04-03]. （原始内容存档于2022-10-18） （日语）.
56. ↑  . CD Journal. 2008-07-01  [2016-04-03]. （原始内容存档于2022-10-20） （日语）.
57. ↑  . AmuroNamiech. 2011-11-16  [2018-04-23]. （原始内容存档于2011-11-18） （日语）.
58. ↑  . AmuroNamiech. 2011-12-01  [2018-04-23]. （原始内容存档于2012-01-01） （日语）.
59. ↑  . AmuroNamiech. 2018-11-01  [2021-04-23]. （原始内容存档于2022-10-16） （日语）.
60. ↑  , . . Real Sound. 2019-10-03  [2021-04-03]. （原始内容存档于2022-10-18） （日语）.
61. ↑  . CD Journal.   [2018-05-11]. （原始内容存档于2022-10-20） （日语）.
62. ↑  . Barks. 2013-06-09  [2018-05-11]. （原始内容存档于2022-12-22） （日语）.
63. ↑  . PR Times. 2018-03-10  [2018-05-11]. （原始内容存档于2022-10-20） （日语）.
64. ↑  . Recording Industry Association of Japan （日语）. 在下拉菜单选择“2007年3月”
65. ↑  . 台灣愛貝克思.   [2021-05-11]. （原始内容存档于2022-10-16）.
66. ↑  . Yesasia.   [2021-05-11]. （原始内容存档于2022-10-20）.